# Ceratophyllus altus
Ceratophyllus altus är en loppart som beskrevs av Tipton et Mendez 1966. Ceratophyllus altus ingår i släktet Ceratophyllus och familjen fågelloppor. Inga underarter finns listade i Catalogue of Life.